# Gertrudes Margarida de Jesus
Gertrudes Margarida de Jesus (Portugal, século XVIII) foi uma escritora portuguesa, que publicou a Primeira carta apologetica, em favor, e defensa das mulheres e a Segunda carta apologetica, em favor, e defensa das mulheres, em 1761, considerada uma das primeiras expressões de escrita feminista em Portugal.

## Biografia
Pouco se sabe sobre a vida desta mulher, para além de que talvez fosse religiosa, e autora destes dois folhetos de cordel. Presume-se que fosse uma mulher erudita, com algum domínio de latim, e acesso a textos franceses (que terá lido na língua original), alemães e italianos, uma vez que cita Lucrécia Marinella, Marguerite, Isabel Sofia Cheron e Anna Maria van Schurman, mulheres de letras admiradas naquela época. 
Terá tido contacto com a publicação da primeira Carta Apologética de Padre António Vieira, publicada em 1757. Nos seus textos menciona duas fontes: o Dicionário histórico, do Monsieur Abbade (Jean-Baptiste) Ladvocat e o Theatro Heroino, de Damião Froes Perym, havendo ainda investigadores que associam os exemplos femininos dados nas obras com o monge beneditino Benito Jerónimo Feijoo, especificamente um ensaio intitulado Defensa de las Mujeres, que questionava a opinião generalizada na época, da inferioridade intrínseca da mulher.

### AsCartas Apologéticas
As duas Cartas são publicadas a 4 de Março de 1761 pela Oficina de Francisco Borges de Sousa, em resposta ao texto Espelho Crítico do Irmão Amador do Desengano (pseudónimo). Este, que havia sido publicado três meses antes, oferecia uma crítica à mulher, e presunção da sua inferioridade. Gertrudes Margarida de Jesus contesta esta posição através duma argumentação baseada no direito à cultura letrada e à vida pessoal plena num universo intelectual monopolizado por homens. As suas cartas utilizam uma defesa das mulheres que é intelectualizada e usa recursos retóricos semelhantes aos utilizados por Desengano, através dos quais aborda e desconstrói cada um dos argumentos dele com ironia e sarcasmo.
Alguns investigadores identificam nas suas Cartas uma espécie de protofeminismo, um século antes de Maria Lamas ou Ana de Castro Osório impelirem movimentos feministas em Portugal. Devido à falta de informação biográfica relativa a esta autora, assim como ao papel da mulher no século XVIII e disparidade de produção literária entre os sexos, a sua obra ficou à margem da tradição literária portuguesa.

## Obra
- Primeira carta apologetica, em favor, e defensa das mulheres, escrita por Dona Gertrudes Margarida de Jesus, ao irmaõ amador do Dezengano, com a qual destroe toda a fabrica do seu Espelho Critico. - Lisboa, Oficina de Francisco Borges de Sousa, 1761.  Primeira carta apologética no Wikisource em português.
- Segunda carta apologetica, em favor, e defensa das mulheres, escrita por Gertrudes Margarida de Jesus, ao irmão Amador do Dezengano, com a qual destroe toda a fabrica do seu Espelho Critico. e se responde ao terceiro defeito, que nelle contemplou. - Lisboa, Oficina de Francisco Borges de Sousa, 1761.  Segunda carta apologética no Wikisource em português.